# Cirrochroa tanaquil
Cirrochroa tanaquil är en fjärilsart som beskrevs av Hans Fruhstorfer 1912. Cirrochroa tanaquil ingår i släktet Cirrochroa och familjen praktfjärilar. Inga underarter finns listade i Catalogue of Life.